# Холерн-Твиленфлет
Холерн-Твиленфлет (њем. Hollern-Twielenfleth) општина је у њемачкој савезној држави Доња Саксонија. Једно је од 40 општинских средишта округа Штаде. Према процјени из 2010. у општини је живјело 3.310 становника. Посједује регионалну шифру (AGS) 3359026.

## Географски и демографски подаци
Холерн-Твиленфлет се налази у савезној држави Доња Саксонија у округу Штаде. Општина се налази на надморској висини од 2 метра. Површина општине износи 20,5 km². У самом мјесту је, према процјени из 2010. године, живјело 3.310 становника. Просјечна густина становништва износи 162 становника/km².